# Timken (entreprise)
Timken est une entreprise américaine spécialisée dans les roulements mécaniques et la transmission de puissance , basée dans l'Ohio.

## Histoire
The Timken Company est fondée en 1899 par Henry Timken aux Etats-Unis. C'est par ailleurs Henry Timken qui a inventé un nouveau type de roulement, le roulement à rouleaux coniques.
En 2014, Timken se scinde en deux entre ses activités dédiées aux roulements qui gardent le nom de The Timken Company et ses activités dans l'acier qui sont placées dans une nouvelle entité nommée TimkenSteel,.

## Sites de production
En août 2021, l’entreprise annonce la fermeture de son site de Brescia en Italie, entrainant le licenciement de 105 salariés.
Les roulements Timken sont maintenant fabriqués en Chine.